# Mamuti
Mamuti (lat.: 	Mammuthus) su izumrli rod životinja iz porodice surlaša (Proboscidea), u koju spadaju i slonovi.
Mamuti su imali duge zakrivljene kljove i gustu dlaku (u pojedinim vrstama). Tijekom diluvijalnog razdoblja nastanjivali su sjeverne dijelove svijeta - Europu, Aziju i Sjevernu Ameriku. 
Iako se pridjev "mamutski" koristi za neuobičajenu veličinu, mamuti nisu bili bitno veći od modernih slonova.
Smatra se da su evoluirali od azijskih slonova prije 4,8 milijuna godina. Izumrli su prije otprilike 10 000 godina, dok su tragovi endemske patuljaste vrste u Kaliforniji zabilježeni prije 2 000 godina.
O razlozima izumiranja mamuta ne postoji znanstveni konsenzus. Neki ga smatraju posljedicom klimatskih promjena, dok drugi navode čovjeka i njegovo djelovanje kao uzrok nestanka vrste.
Ljuba (rus.: Люба) je mlada ženka vunastog mamuta (Mammuthus primigenius) koja je uginula prije oko 40 000 godina, u životnoj dobi od samo mjesec dana. 
Na Wrangelovu otoku živjela je posljednja populacija mamuta (prije 4 000 godina izumrli posljednji primjerci).